# Irwin Corey
Irwin Eli Cohen (Brooklyn, 29 luglio 1914 – Manhattan, 6 febbraio 2017) è stato un attore, comico e attivista statunitense.

## Biografia
Spesso definito come "La migliore autorità al mondo" e noto per le sue performance di improvvisazione e stand-up comedy a San Francisco, fu attivo anche come scrittore di commedie musicali, mentre al cinema prese parte ad alcuni film, tra cui La maledizione dello scorpione di giada.
Nel 1940 sposò Frances Berman e il loro matrimonio durò 70 anni, fino alla morte della moglie, avvenuta nel 2011. Ebbero due figli: Richard (pittore) e Margaret (attrice).
Irwin è morto nel suo appartamento di Manhattan nel 2017 a 102 anni.